# Nový Svět (Český Rudolec)
Nový Svět (německy Neuwelt) je malá vesnice, část obce Český Rudolec v okrese Jindřichův Hradec v Jihočeském kraji. Nachází se asi 4,5 kilometru západně od Českého Rudolce. Nový Svět leží v katastrálním území Dolní Radíkov o výměře 4,94 km².

## Historie
Osada Nový Svět byla založena před rokem 1750, ze kterého pochází první písemná zmínka. U rudoleckého panství pak zůstala, jako součást Dolního Radíkova až do roku 1849.

## Přírodní poměry
Osada Nový Svět 681 metrů na výběžku východní části ústřední žulové plošiny Novobystřické vrchoviny u Dolního Radíkova. Na plošině se zachovala řada tvarů zvětrávání žuly. Kromě skalnatého hřbítku Skalka 677 metrź. vybíhajícího na východ k Radíkovu, je zde v blízkosti rekreačních chalup i nízce vystupující, zvonovitě zúžená skalka asi 1,5 metru vysoká představující charakteristický pozůstatek vývoje rozsáhlejšího skalního útvaru.

## Obyvatelstvo
| Rok            | 1869 | 1880 | 1890 | 1900 | 1910 | 1921 | 1930 | 1950 | 1961 | 1970 | 1980 | 1991 | 2001 | 2011 | 2021 |
| -------------- | ---- | ---- | ---- | ---- | ---- | ---- | ---- | ---- | ---- | ---- | ---- | ---- | ---- | ---- | ---- |
| Počet obyvatel | 120  | 116  | 107  | 110  | 116  | 95   | 82   | 39   | 30   | 21   | 12   | 7    | 10   | 9    | 6    |
| Počet domů     | 20   | 20   | 22   | 21   | 22   | 22   | 20   | 20   | 7    | 7    | 5    | 18   | 22   | 22   | 23   |

## Obecní správa
Při sčítání lidu v letech 1850–1974 Nový Svět byl osadou obce Radíkov, se kterým patřil nejprve do okresu Dačice, ale od roku 1960 v okrese Jindřichův Hradec. Od 1. července 1974 je částí obce Český Rudolec v okrese Jindřichův Hradec.